# ایکای دیمن
ایکای دیمن (به انگلیسی: İlkay Dikmen) (زادهٔ ۲ فوریهٔ ۱۹۸۱) شناگر اهل ترکیه است.